# Everything Everything
Everything Everything – brytyjski zespół artrockowy, pochodzący z Manchesteru w Anglii, założony pod koniec 2007 roku. Tworzą go: wokalista Jonathan Higgs, basista Jeremy Pritchard, perkusista Michael Spearman i gitarzysta Alex Robertshaw.
Grupa ta, znana z eklektycznego brzmienia i złożonych, inspirowanych awangardą tekstów, wydała do tej pory siedem albumów: Man Alive (2010), Arc (2013), Get to Heaven (2015), A Fever Dream (2017), Re-Animator (2020), Raw Data Feel (2022) i Mountainhead (2024), które spotkały się z szerokim uznaniem krytyków. Ich twórczość dwukrotnie znalazła się na krótkiej liście nominacji do Mercury Music Prize i otrzymała pięć nominacji do Ivor Novello Awards.

## Historia

### Początki i wczesne single (do 2010)
Trzech z pierwotnych członków zespołu Everything Everything pochodzi z Northumberland w Anglii – wokalista Jonathan Higgs dorastał w Gilsland, podczas gdy perkusista Michael Spearman i gitarzysta Alex Niven pochodzą z Newbrough. Trójka ta poznała się w Queen Elizabeth High School w Hexham, gdzie wspólnie grali muzykę.
Podczas gdy Spearman uczęszczał do Berklee College of Music i Leeds College of Music, aby studiować grę na perkusji jazzowej, Higgs kontynuował naukę z muzyki popularnej i nagrywania na University of Salford, gdzie poznał urodzonego w Hampshire basistę Jeremy’ego Pritcharda. Pritchard przeprowadził się do Tunbridge Wells w bardzo młodym wieku i w kolejnych latach regularnie grywał w Tunbridge Wells Forum.
Higgs i Pritchard postanowili założyć zespół po ukończeniu studiów. Początkowo współpracowali w pochodzącym z Salford trio mathrockowym Modern Bison (z Higgsem na perkusji, Pritchardem na gitarze i Mike’em Carswellem na gitarze i wokalu), które wydało jeden album, I Could Have Had a Rustic Pagoda, w 2006 roku nakładem Unlabel.
Pod koniec 2006 roku Higgs i Niven opracowali plany założenia zespołu „o estetyce w pewnym sensie inspirowanej twórczością Paula Morleya i opartej na optymistycznej koncepcji”. Zespół zaczerpnął nazwę Everything Everything z dwóch pierwszych słów piosenki zespołu Radiohead „Everything in Its Right Place”, otwierającej ich studyjny album Kid A, chociaż Niven opisał wybór nazwy również w następujący sposób: „Pomysł, jaki widziałem, polegał na tym, aby spróbować wziąć współczesną muzykę pop R&B i stworzyć z niej niejasno futurystyczny projekt, i we dwóch wybraliśmy nazwę Everything Everything, rodzaj détournement przesyconej kultury medialnej w coś idealistycznego i ekspansywnego”.
Po dołączeniu Pritcharda i Spearmana zespół zaczął występować jesienią 2007 roku. Pritchard wspomina: „Początkowo byliśmy bardziej punkowi, z większą ilością gitar i w ogóle bez syntezatorów. Najłatwiej było grać takie koncerty i oswoić się z graniem razem. Ale planem zawsze było rozszerzenie brzmienia, gdy mieliśmy zakres / było nas stać na sprzęt!”.

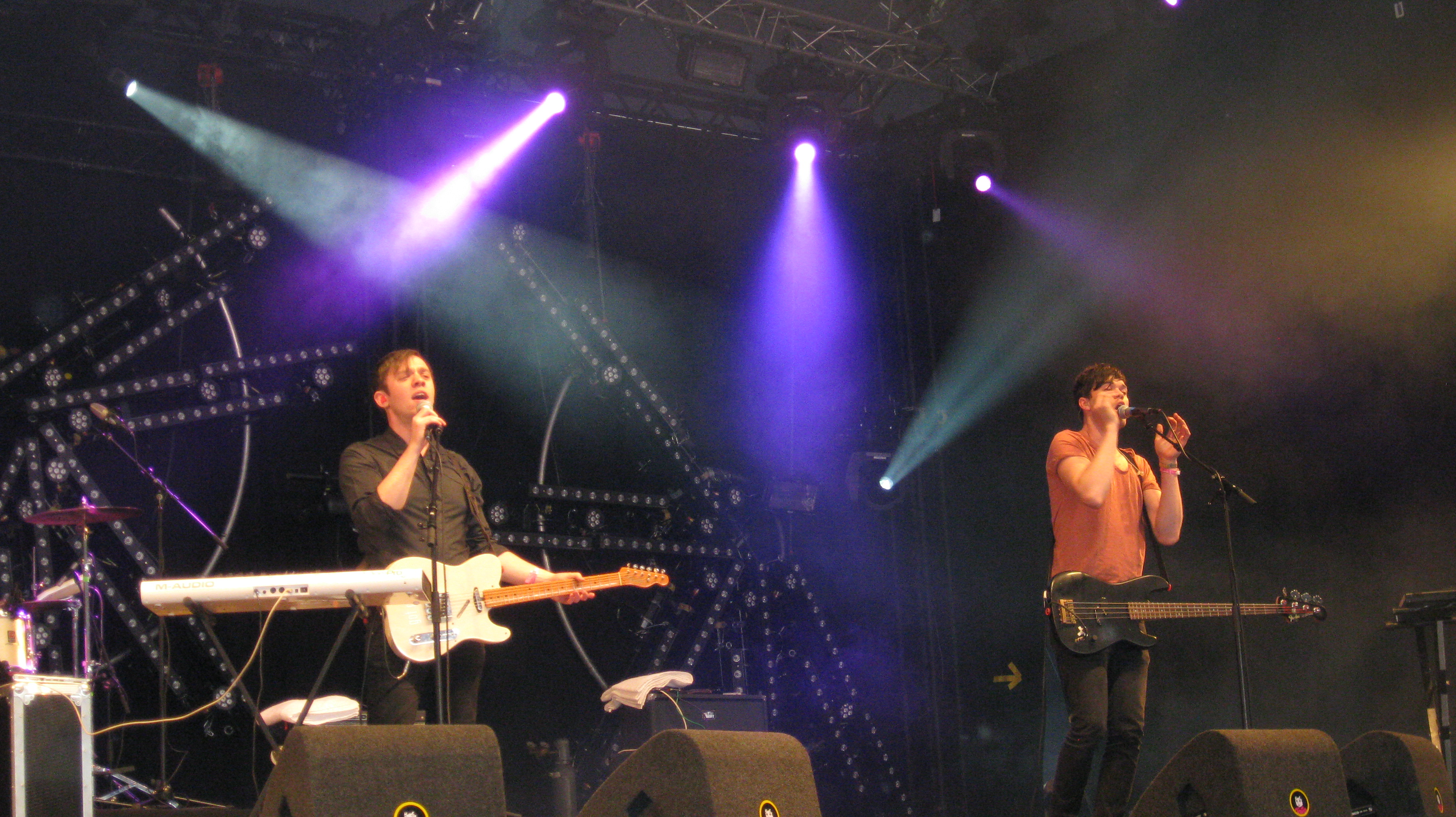
Everything Everything w maju 2010 roku

Zespół szybko zyskał uwagę przemysłu muzycznego i zaczął współpracować z producentem Davidem Kostenem (Bat for Lashes, Faultline). Everything Everything wydało swój pierwszy singiel „Suffragette Suffragette” 24 listopada 2008 roku za pośrednictwem filii XL Recordings – Salvia, wyłącznie jako limitowaną edycję winylową 7". Następnie, 20 lipca 2009 roku ukazał się singiel „Photoshop Handsome”, w którym grupa po raz pierwszy włączyła do swojego brzmienia syntezatory. Dostępny był on wyłącznie jako limitowany singiel 7". Jesienią tego samego roku zespół wydał „My Kz, Ur Bf” jako kolejną płytę wyłącznie na winylu, tym razem nakładem wytwórni Young & Lost Club. Wszystkie trzy single zostały wydane z towarzyszącymi im teledyskami, przy czym teledyski do „Suffragette Suffragette” i „Photoshop Handsome” zostały w całości nakręcone przez sam zespół.
Jeszcze w 2009 roku Niven opuścił zespół, aby poświęcić się karierze akademickiej, a jego miejsce zajął urodzony na Guernsey gitarzysta Alex Robertshaw, którego poprzedni zespół Operahouse rozpadł się kilka miesięcy wcześniej.
Zespół Everything Everything znalazł się na długiej liście BBC Sound of 2010, opracowanej przez brytyjskich prekursorów, którzy głosują na swoich ulubionych nowych artystów. Niedługo po niej zespół podpisał kontrakt z brytyjskim oddziałem wytwórni Geffen Records, a następnie wydał w czerwcu 2010 roku singiel „Schoolin'” w formie płyty CD i w wersji cyfrowej, a także jako 7-calową płytę winylową. Singiel ten stał się pierwszym utworem zespołu, który odniósł sukces na brytyjskich listach przebojów, debiutując na 152. miejscu.

### Man Alive(2010–2012)

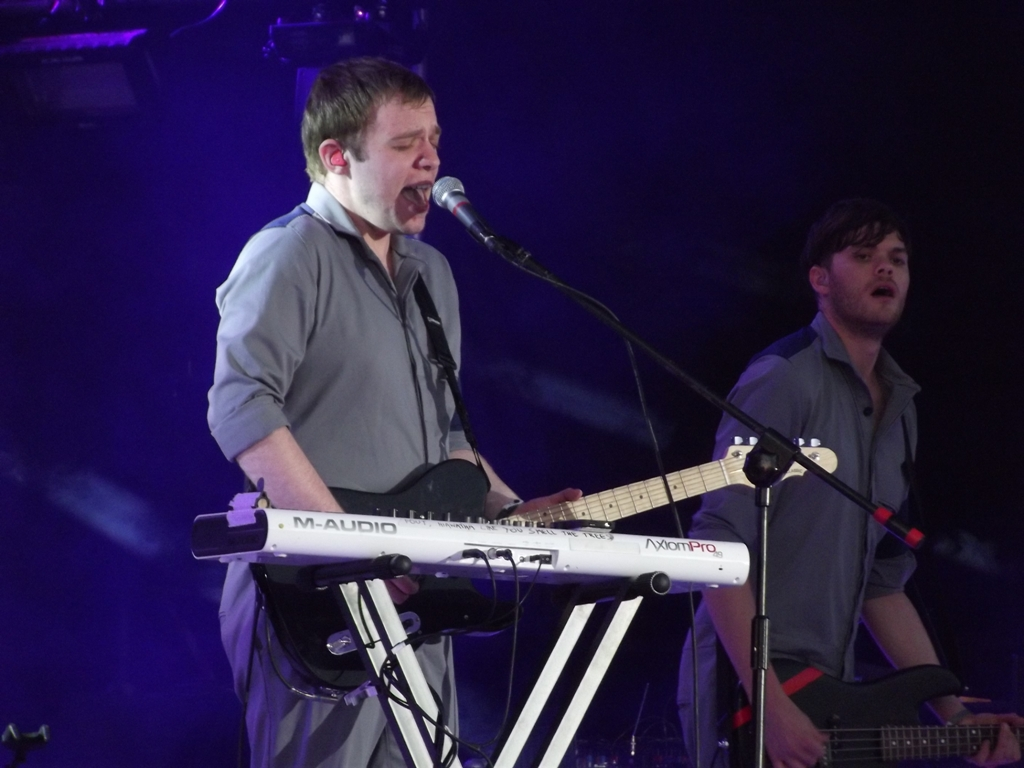
Koncert zespołu na scenie głównej Coke Live Music Festival 2011 w Krakowie

Debiutancki album zespołu Man Alive, wyprodukowany przez Davida Kostena, ukazał się 27 sierpnia 2010 roku, a poprzedziło go ponowne wydanie singla „My Kz, Ur Bf” 23 sierpnia tego samego roku, który zadebiutował na 121. miejscu na brytyjskiej liście przebojów. Album ukazał kilka dni później, debiutując na 17. miejscu na liście UK Albums Chart.
Niektórzy recenzenci chwalili Man Alive, inni zaś byli wobec tego albumu krytyczni. Emily Mackay na łamach magazynu NME nazwała zespół „nowymi Picassami popu” i skomentowała, że „w tej chwili w indie krążą trzy brzydkie słowa: ambicja, intelekt i wysiłek. Everything Everything nie tylko nie pasują do tych terminów, one po prostu je przebijają”. Alix Buscovic z BBC Music pochwaliła „genialność” zespołu i zauważyła, że „ten kwartet z Manchesteru ucieka od każdej identycznej kliki indie, rzucając ciągle zmieniającymi się, proteuszowymi kształtami dźwiękowymi… EE są celowo ekscentryczni i nieskończenie zabawni, ale wiedzą lepiej niż większość, jak stworzyć piosenkę, jak stworzyć album. Wiedzą, jak nadać jej głębi, światła i mroku i – co najważniejsze – wiedzą, kiedy przestać”. Andrzej Łukowski z magazynu Drowned in Sound pochwalił „czystą, nieokiełznaną pewność siebie” zespołu i opisał album jako zawierający „kilka naprawdę fajnych rzeczy… to zespół, który zmierza w jakimś kierunku – oni to wiedzą, a my to wiemy”. Ian Cohen w swoim artykule w Pitchfork stwierdził, że album jest „dowodem na to, że entuzjastyczne eksperymenty nie mogą uratować produktu końcowego, gdy podstawowe elementy są tak niekompatybilne i nieapetyczne” i skrytykował „irytujący głos Higgsa”.
19 lipca 2011 roku album Man Alive znalazł się na krótkiej liście nominowanych do Mercury Prize 2011, lecz przegrał z płytą PJ Harvey Let England Shake.
W maju 2011 roku zespół Everything Everything wystąpił w Carlisle na festiwalu Radio 1's Big Weekend, natomiast 20 sierpnia tego samego roku odbył się ich pierwszy koncert w Polsce. Zagrali na scenie głównej Coke Live Music Festival 2011 w Krakowie. Również w 2011 roku, 28 listopada wraz z lokalnymi muzykami z Manchesteru, Badly Drawn Boyem oraz grupą I Am Kloot, zespół Everything Everything wystąpił w ramach koncertu charytatywnego Billie Butterfly, zbierając fundusze na amerykańskie leczenie Billie Bainbridge – dziewczynki, u której zdiagnozowano rzadki guz mózgu. W lutym 2012 roku zespół supportował Snow Patrol, a w listopadzie i grudniu tego samego roku Muse, w tym 23 listopada podczas koncertu w łódzkiej Atlas Arenie.

### Arc(2012–2014)

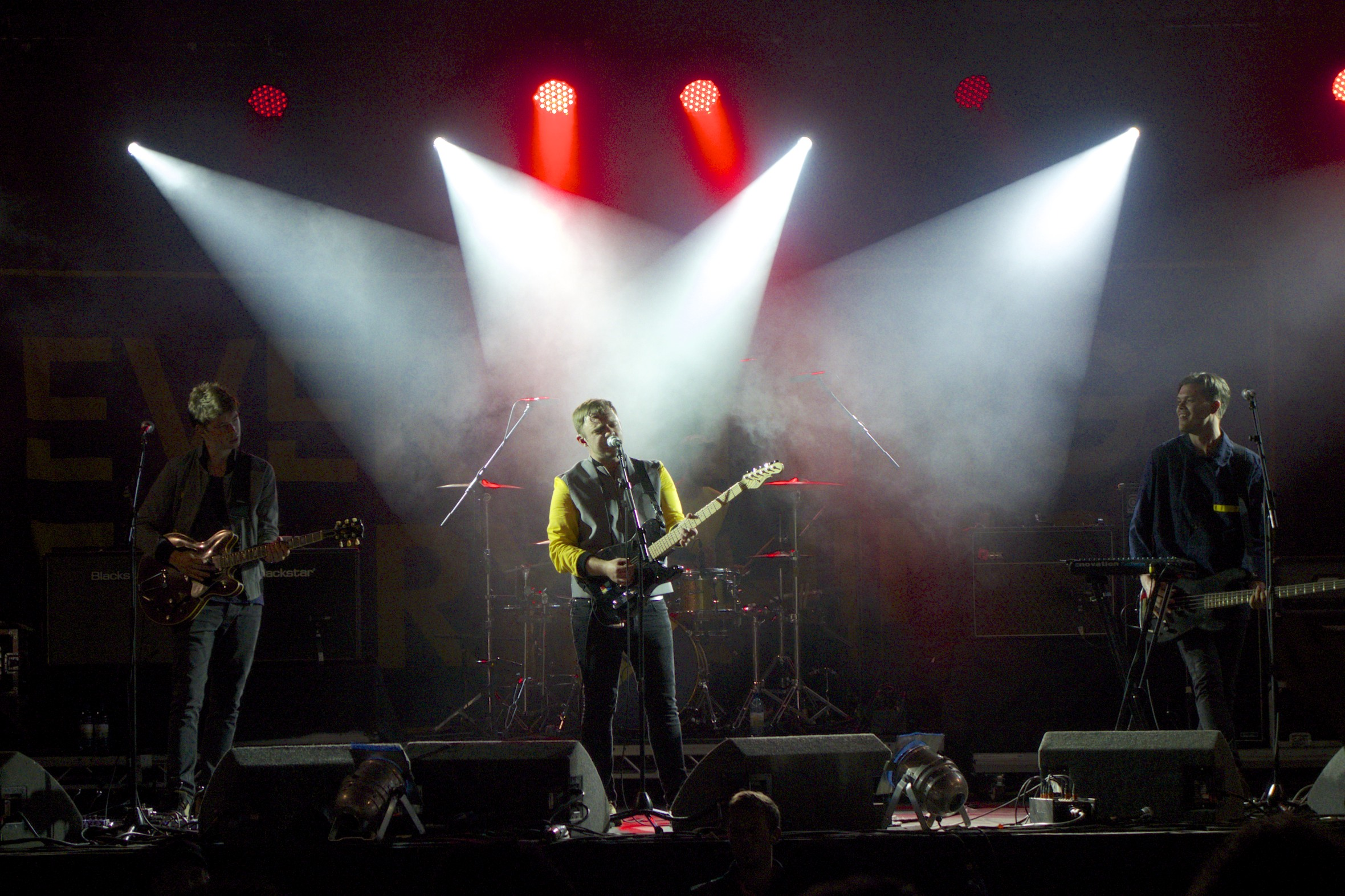
Koncert na Latitude Festival 2013

W 2012 roku zespół Everything Everything wznowił współpracę z Davidem Kostenem nad sesjami nagraniowymi do swojego drugiego albumu. Pierwszym singlem z sesji był „Cough Cough”, wydany 12 października 2012 roku, po czym zespół ogłosił, że ich drugi album studyjny, Arc, ukaże się na początku 2013 roku. Nowy materiał z tego albumu został zaprezentowany podczas trasy koncertowej po Wielkiej Brytanii, trwającej od 13 września do 26 października 2012 roku.
Album Arc ukazał się 14 stycznia 2013 roku i zadebiutował na 5. miejscu na liście UK Albums Chart. Higgs zwrócił uwagę, że w porównaniu do złożonych piosenek Man Alive, teksty piosenek na płycie Arc miały być prostszą esencją jego pomysłów i bardziej bezpośrednim wyrazem jego emocji. W wywiadzie dla New Statesman na temat albumu powiedział: „Jest znacznie mniej zagracony i znacznie łatwiej jest zrozumieć, co się dzieje lub co mówię. Myślę, że staraliśmy się to uporządkować i sprawić, by było mniej rozpraszające, a bardziej solidne i mocne. Myślę, że jest mniej miejsc do ukrycia, więc to jest najważniejsze. Teraz jest jasne, kto co robi. Zajęło nam dużo czasu, aby nabrać wystarczającej pewności siebie, aby to zrobić”.
Album został okrzyknięty „kolejnym tour de force” przez The Observer, chociaż The Guardian był bardziej oszczędny w pochwałach: „Szorstki otwieracz Cough Cough może pokazać ich w ich najbardziej świadomie zwariowanej formie, ale The Peaks znajduje się na przeciwnym krańcu spektrum, próbując rodzaju stadionowej melancholii ukochanej przez Elbow lub Coldplay. Nieuchronnie Arc brakuje spójności; to dźwięk zespołu zastanawiającego się, kim chce być. Miejmy nadzieję, że będzie to zespół, który połączy oba tryby płynnie, tak jak robią to w Kemosabe i Armourland, eleganckim kawałku robo-popu, który łączy załamanie społeczne z emocjonalnymi barierami, które wszyscy stawiamy”.
Barry Nicolson z magazynu NME uznał album za „szczuplejszą, bardziej zrozumiałą bestię niż jego poprzednik… Świadome dążenie do bycia postrzeganym jako innowator i ikonoklasta, które czasami mąciło ich debiut, jest tutaj nieobecne: jest to płyta mniej zainteresowana powierzchnią niż uczuciami… Powoli, ale pewnie zmierzają w kierunku czegoś niezwykłego”. Recenzent zwrócił również uwagę na tematykę albumu dotyczącą technologii i ludzkiej reakcji: „Młodzi futuryści popu napisali album o tym, jak przerażająca jest przyszłość. Przeplatające się tematy technologii i odłączenia są powszechne w całym Arc”.
Trzeci singiel z albumu Arc, „Duet”, ukazał się 24 marca 2013 roku na 7-calowej płycie winylowej. W październiku tego samego roku grupa Everything Everything wyruszyła we wspólną trasę koncertową z zespołem Duch Uncles. Objęła ona 13 koncertów, w tym dwa wieczory w Manchesterze i Londynie.
Utwór „Kemosabe” został nominowany do nagrody Ivor Novello Awards 2014 w kategorii Best Contemporary Song (ang. Najlepsza Współczesna Piosenka) oraz zdobył nagrodę w kategorii UK Single of the Year (ang. Brytyjski Singiel Roku) w konkursie Music Producers Guild Awards 2014.

### Get to Heaven(2014–2016)

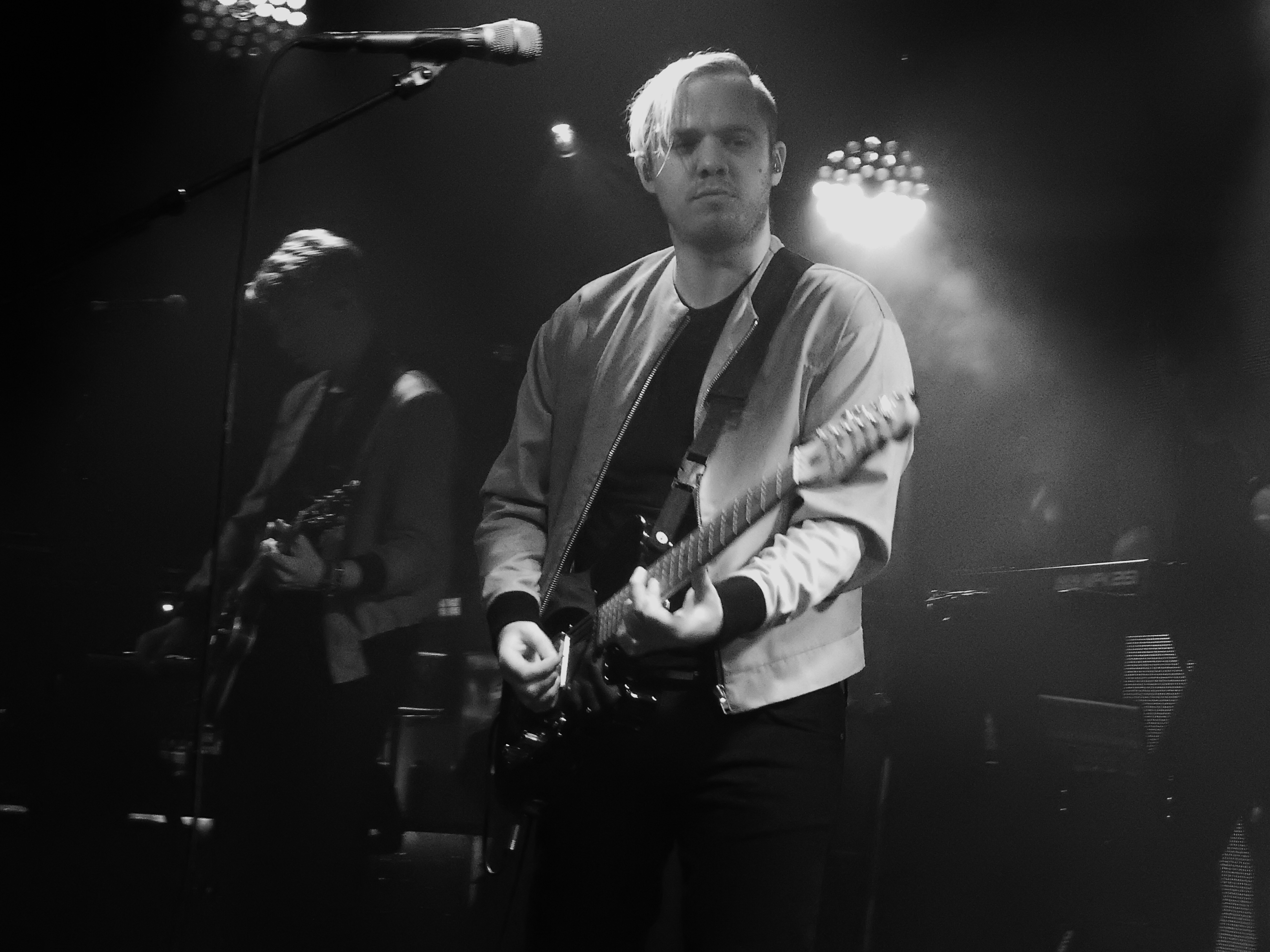
Koncert grupy Everything Everything w londyńskim Under the Bridge (2015)

Zespół Everything Everything zrobił sobie przerwę od tras koncertowych w 2014 roku, występując tylko na ograniczonych lokalnych koncertach i pracował nad swoim trzecim albumem z producentem Stuartem Pricem (The Killers, Pet Shop Boys). 17 lutego 2015 roku zespół ujawnił singiel „Distant Past”, który miał premierę w BBC Radio 1 jako „Najgorętszy Utwór Zane'a Lowe'a”. Trzeci album studyjny zespołu, Get to Heaven, ukazał się 22 czerwca 2015 roku. Reporter BBC Entertainment Mark Savage powiedział: „Ebola, zaginione samoloty, ścięcia głów, wzrost UKIP. To nie są typowe tematy dla wykonawców z pierwszej czterdziestki, ale to właśnie o tym pisał zespół alt-popowy Everything Everything w ciągu ostatniego roku […] Teksty piosenek zostały zainspirowane, gdy zespół z Manchesteru zrobił sobie roczną przerwę od tras koncertowych, a Higgs zaczął oglądać wiadomości w kółko”. Higgs powiedział Savage’owi: „Po tym, jak skończyliśmy nagrywać płytę, przeczytałem tekst jeszcze raz i zdałem sobie sprawę, że napisałem biblię horroru”.

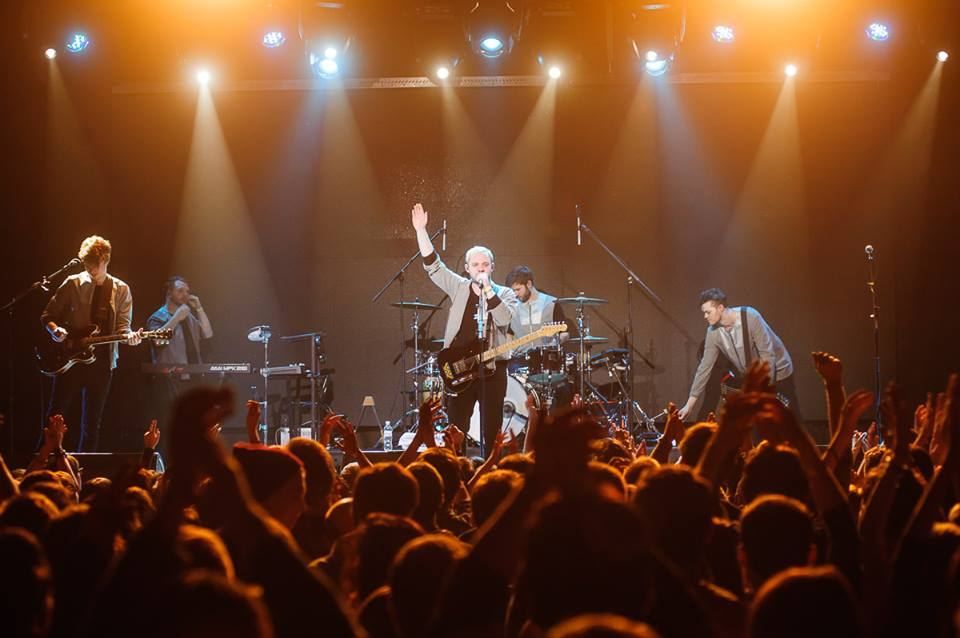
Koncert Everything Everything w Kijowie w grudniu 2015 roku

Teledysk do singla „Spring / Sun / Winter / Dread” został udostępniony 3 sierpnia 2015 roku. Higgs opisał następująco ten utwór: „Piosenka opowiada o przemijaniu pór roku i starzeniu się, więc chcieliśmy skupić się na Słońcu i uczynić z niego rodzaj przytłaczającej siły – pozytywnej i życiodajnej, ale także palącej i destrukcyjnej. Użyliśmy kamer ultrafioletowych i podczerwonych, aby przyjrzeć się uszkodzeniom słonecznym na naszej skórze i nadać wszystkiemu obcy wygląd. Kręciliśmy w kamieniołomie, aby mieć czysty horyzont i suchą, gorącą, pustynną scenę. Większość efektów słonecznych ukończyliśmy później, ponieważ wybraliśmy deszczowy dzień na zdjęcia, chociaż spryskaliśmy wszystko srebrem, aby uzyskać dobre odbicia światła i dodać wrażenia odporności na ciepło / astronauty”.
1 grudnia 2015 roku zespół wystąpił w Polsce, w warszawskim klubie Hybrydy.
2 września 2016 roku Everything Everything wydało singiel „I Believe It Now” dla stacji BT Sport, który miał być wykorzystywany podczas rozgrywek Premier League. Zespół ogłosił również, że pracuje nad czwartym albumem, a Higgs stwierdził, że na teksty piosenek „nieuchronnie” wpłynie Brexit.

### A Fever DreamiA Deeper Sea(2017–2019)

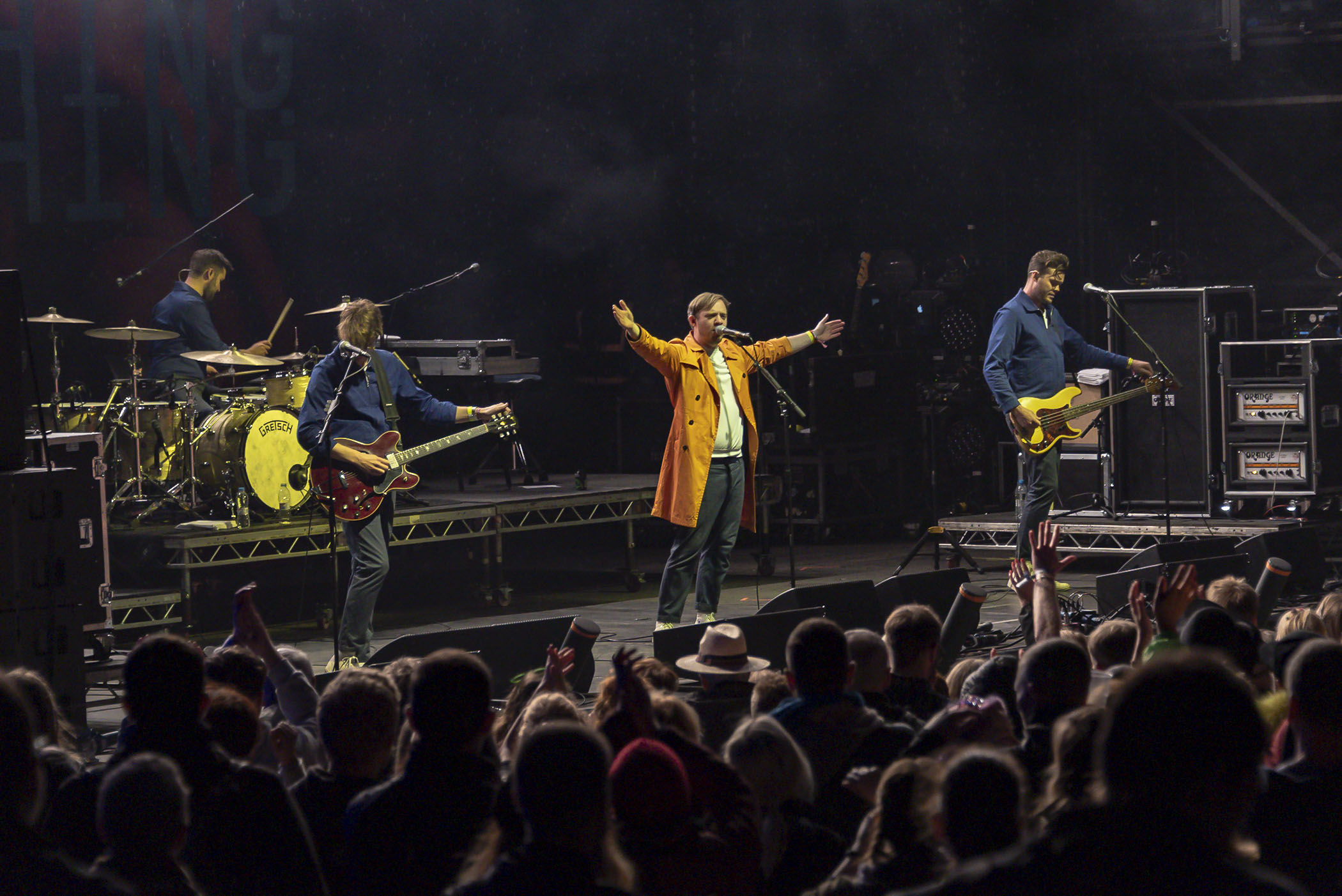
Koncert Everything Everything na Festival No. 6 w Portmeirion (2018)

13 czerwca 2017 roku Everything Everything zapowiedziało swój czwarty album studyjny A Fever Dream, wydając singiel „Can’t Do”, który zadebiutował jeszcze w tym samym dniu w audycji Annie Mac w BBC Radio 1. Płyta została wydana 18 sierpnia 2017 roku, a nagrana została z Jamesem Fordem z Simian Mobile Disco i The Last Shadow Puppets.
Zebrała dobre recenzje, a Rachel Aroesti z The Guardian oświadczyła, że „jeśli kultura popularna będzie nadal podążać swoim dziwacznym kursem, to tylko kwestią czasu będzie, zanim ci kujony zaczną rządzić”. Marcy Donelson z AllMusic napisała: „A Fever Dream jest konfrontacyjny, wypaczony, emocjonalnie i słuchowo wysoce kontrastowy i pełen zamieszania, ale niezawodny w swojej zaraźliwości”. Album odniósł również sukces komercyjny, osiągając 5. miejsce na liście UK Albums Chart.
Po sukcesie albumu zespół wyruszył w trasę koncertową wiosną 2018 roku. W rozmowie z The Independent Higgs mówi: „Tutaj teksty są zdecydowanie bardziej osobiste […]. Nie zawsze można mówić o wielkich rzeczach, czasami trzeba mówić o tym, co jest bliskie”. Za ten album zespół otrzymał drugą nominację do Mercury Prize, tym razem w 2018 roku. Później zdobyli nagrodę Music Producers Guild Awards 2019 w kategorii Album Roku.
27 lutego 2018 roku, przed swoją nadchodzącą trasą koncertową Everything Everything wydało EP-kę A Deeper Sea. Zebrała ona pozytywne recenzje, a Bailey Williams z The Edge stwierdził, że „[ich] najnowsza czteroutworowa EP-ka pokazuje, że jak zwykle są doskonale dostrojeni do nieuporządkowanych rytmów współczesnego społeczeństwa”, przyznając jej jednocześnie ocenę 4/5. Pomysł na stworzenie EP-ki zrodził się po tym, jak Higgs przeczytał „szokujące statystyki dotyczące samobójstw wśród mężczyzn” i napisał pierwszy utwór „The Mariana”. Pozostała część minialbumu składa się z niepublikowanego utworu z płyty A Fever Dream „Breadwinner”, remiksu utworu „Ivory Tower” Toma Veka oraz coveru utworu „Don't Let It Bring You Down” Neila Younga nagranego w 2017 roku na potrzeby audycji Annie Mac w BBC Radio 1.
EP-ka A Deeper Sea była ostatnią płytą Everything Everything wydaną dla RCA, decydując się na wydanie kolejnego albumu samodzielnie.
Basista Jeremy Pritchard w 2019 roku dołączył tymczasowo do zespołu Foals jako muzyk koncertowy, zastępując Waltera Gerversa, który odszedł z zespołu rok wcześniej.

### Re-AnimatoriSupernormal(2020–2021)
23 kwietnia 2020 roku zespół wydał singiel „In Birdsong” z teledyskiem wyreżyserowanym przez Higgsa. Ich piąty album studyjny Re-Animator został ogłoszony 13 maja 2020 roku wraz z singlem „Arch Enemy”, do którego powstał teledysk opublikowany 27 maja 2020 roku. 18 czerwca tego samego roku zespół wydał trzeci singiel „Planets” wraz z teledyskiem, a 28 lipca czwarty singiel „Violent Sun”, do którego ponownie powstał teledysk Higgsa. W teledysku tym wykorzystano uszkodzone instrumenty zespołu z niedawnego pożaru, który miał miejsce w ich zamkniętym studiu. Zespół o nim napisał: „Postanowiliśmy użyć naszych zniszczonych instrumentów po raz ostatni, zanim je wyrzucimy, filmując siebie i siebie nawzajem. Violent Sun opowiada o rozpaczliwym trzymaniu się chwili, zanim przeminie na zawsze”. Re-Animator został wydany 11 września 2020 roku wraz z teledyskiem do „Big Climb”. Album odniósł sukces komercyjny, zajmując 5. miejsce na liście przebojów w Wielkiej Brytanii. 15 grudnia 2020 roku ukazał się teledysk do utworu „Black Hyena” wyreżyserowany przez Kita Monteitha i Jonathana Higgsa.
10 marca 2021 roku zespół wydał singiel „Supernormal”. Teledysk do utworu, wydany tego samego dnia, wyreżyserował Higgs, a tekst piosenki inspirowany został bodźcami nadprzyrodzonymi. 12 czerwca 2021 grupa wydała minialbum Supernormal wyłącznie na 10-calowym winylu z okazji Record Store Day 2021. Składa się on z wcześniej wydanego singla „Supernormal”, niepublikowanego utworu z Re-Animator, „Mercury & Me” oraz remiksów utworów Re-Animator: „Big Climb” Jacka Bevana z Foals i „Black Hyena” autorstwa IOE AIE. Teledysk wyreżyserowany przez Higgsa do utworu „Mercury & Me” został opublikowany 17 czerwca tego samego roku.

### Raw Data Feel(2022–2023)

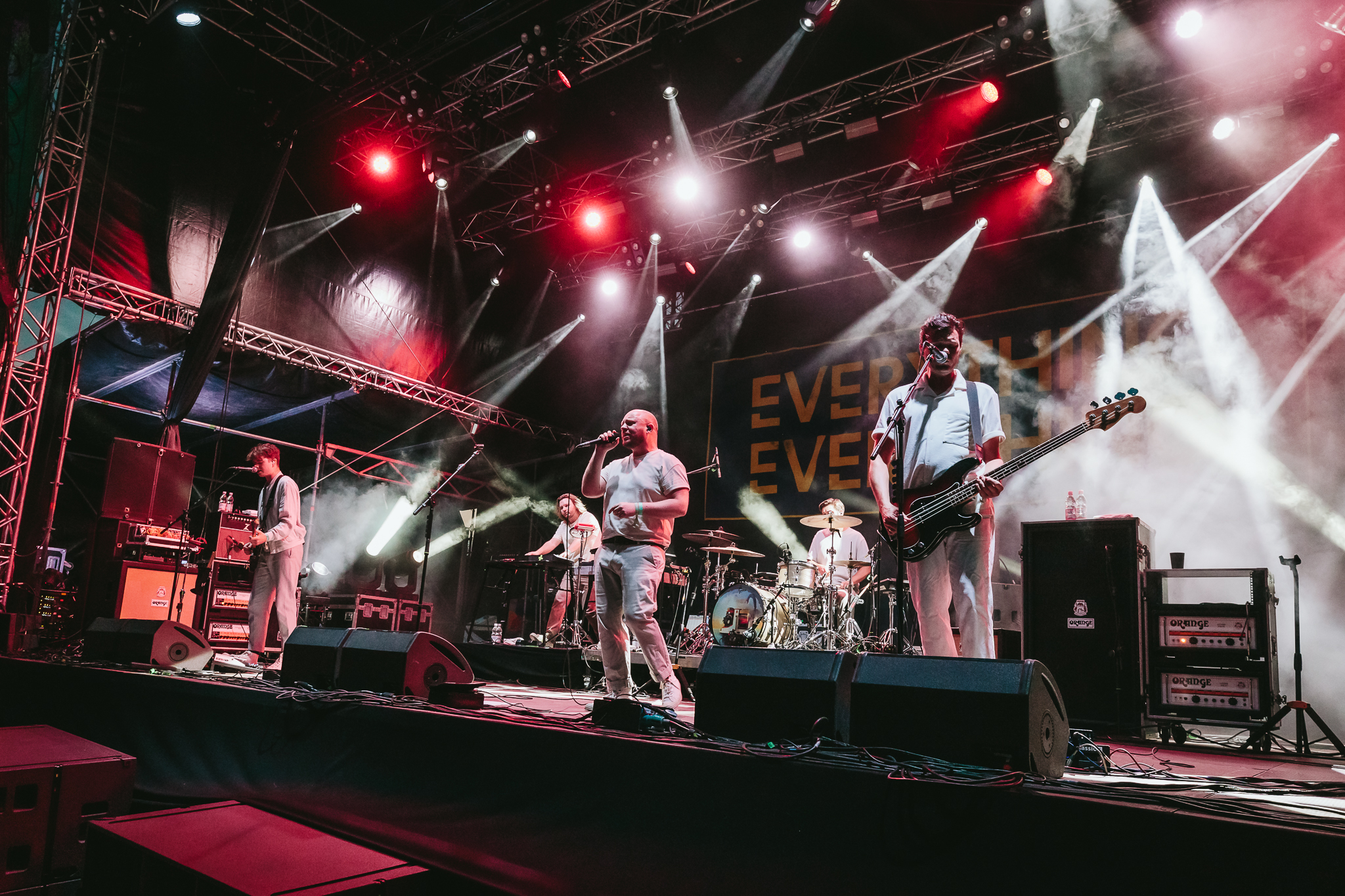
Everything Everything na festiwalu Rocken am Brocken 2022

7 lutego 2022 roku Everything Everything ogłosiło premierę swojego szóstego albumu Raw Data Feel, który ukazał się później 20 maja tego samego roku. Jednocześnie wraz z ogłoszeniem wydali singiel „Bad Friday” z teledyskiem wyreżyserowanym przez Kita Monteitha i Jonathana Higgsa. Zespół wykorzystał w tytułach i tekstach piosenek oraz na okładce albumu tekst i obrazy wygenerowane przez sztuczną inteligencję. Zespół zapowiedział również wydanie książki Caps Lock On zawierającej teksty wszystkich dotychczasowych piosenek zespołu Everything Everything, która ukazała się tego samego dnia co płyta Raw Data Feel.
9 marca 2022 zespół wydał drugi singiel „Teletype”, otwierający album. Utwór został wydany wraz z teledyskiem stworzonym przez Higgsa, składającym się z ludzkich twarzy wygenerowanych przez sztuczną inteligencję, śpiewających tytułową piosenkę. 28 marca 2022 roku zespół wydał trzeci singiel „I Want a Love Like This” wraz z teledyskiem wyreżyserowanym przez Kita Monteitha. Czwarty singiel „Pizza Boy” został wydany 4 maja 2022 roku, a teledysk do niego nakręcono podczas trasy koncertowej zespołu po Wielkiej Brytanii wiosną 2022 roku. Teledysk do utworu „Jennifer”, który wyreżyserował Krishna Muthurangu, został wydany tego samego dnia co album.
Płyta Raw Data Feel dotarła do czwartego miejsca na liście przebojów w Wielkiej Brytanii – najwyżej do tego pory w historii zespołu. Spotkała się ona również z uznaniem krytyków, a Jack Bray z The Line of Best Fit napisał: „Dzięki oszałamiającej mieszance eksperymentów, innowacji i stylistycznej idiosynkrazji Everything Everything stworzyło kolejny niezrównany album Raw Data Feel, który po raz kolejny udowadnia, że horyzonty, za którymi podąża zespół, należą tylko i wyłącznie do niego” i przyznał albumowi ocenę 9/10.
13 lipca 2023 roku Everything Everything ogłosiło, że z okazji 13. rocznicy wydania debiutanckiego albumu Man Alive, 25 sierpnia tego samego roku ukaże się reedycja oryginalnego winyla wraz z nową edycją deluxe zawierającą m.in. niepublikowany materiał i dema. „Riot On The Ward”, utwór z edycji deluxe nagrany w 2007 roku, został udostępniony do streamingu jeszcze tego samego dnia.

### Mountainhead(od 2023)

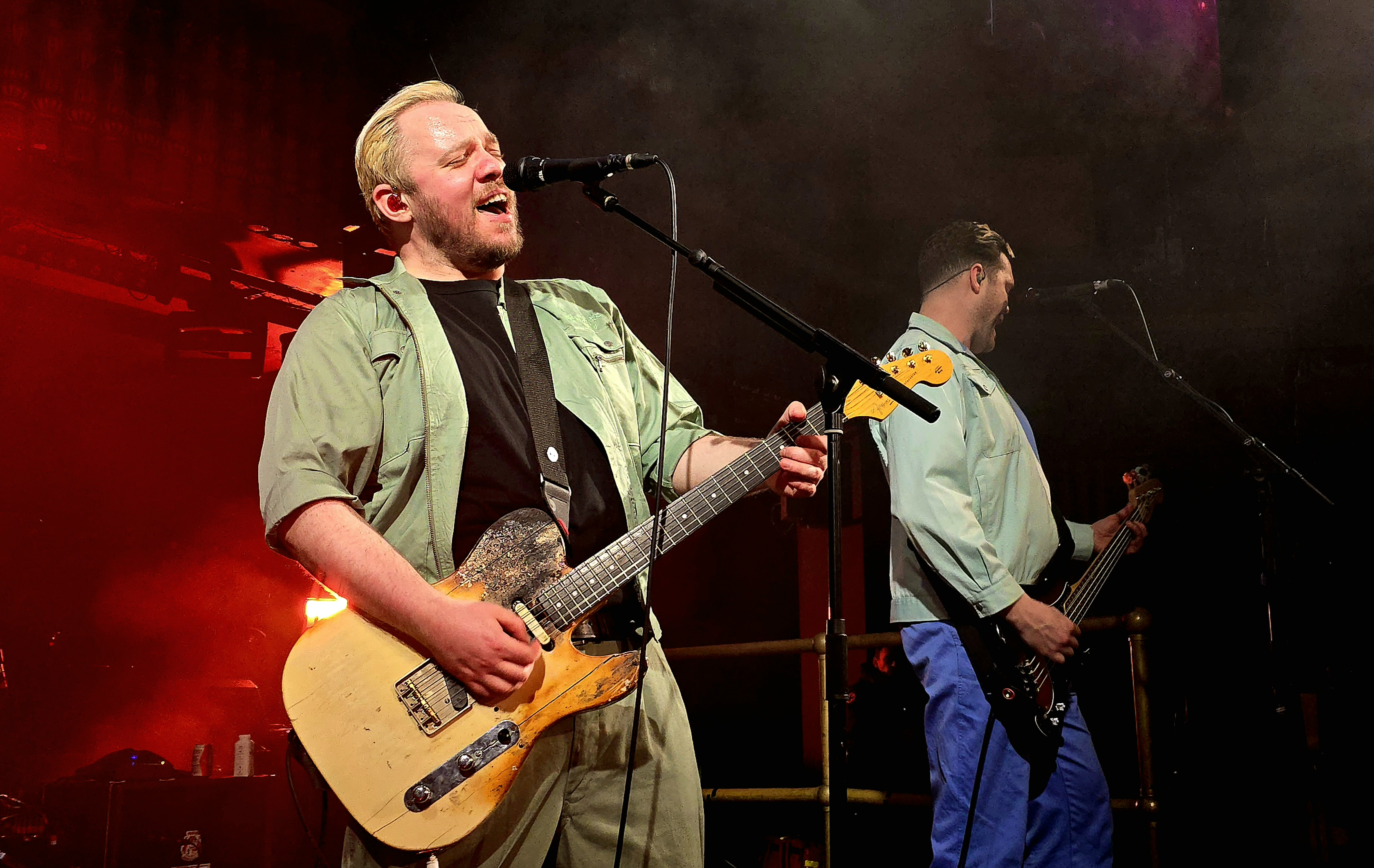
Everything Everything w Kingston (2024)

26 października 2023 roku Everything Everything zapowiedziało swój siódmy album studyjny, Mountainhead, który ukazał się 1 marca 2024 roku. Zapowiedzieli także trasę koncertową po Wielkiej Brytanii w marcu i kwietniu 2024 roku z supportem zespołu Divorce. Zespół ponownie koncertował w Wielkiej Brytanii w listopadzie i grudniu tego samego roku, wspierany przez Prima Queen. W wywiadzie dla NME Higgs powiedział, że album został napisany i wyprodukowany w szybkim tempie i nie miał zawierać żadnych wtyczek ani efektów, co było reakcją na Raw Data Feel.
Pierwszym singlem albumu był „Cold Reactor”, który został udostępniony 26 października 2023 roku wraz z teledyskiem reżyserowanym przez Higgsa i Monteitha. Higgs opisał utwór ten następująco: „Opowiada o dążeniu do zaawansowanej przyszłości i wykładniczego wzrostu kosztem naszych własnych światów osobistych i dobrego samopoczucia psychicznego”. Kolejnym singlem, wydanym 17 listopada 2023 roku, był „The Mad Stone”. Higgs mówił o nim: „Ta piosenka przedstawia wielką narrację albumu, w której społeczeństwo nieustannie buduje ogromną górę, kosztem życia w powstałej gigantycznej dziurze”. 2 lutego 2024 roku premierę miał trzeci singiel – „The End Of The Contender”.
W lutym 2025 roku ogłoszono, że zespół Everything Everything będzie jednym z mówców na wydarzeniu w dBs Institute of Sound & Digital Technologies w Manchesterze, którego celem było inspirowanie kolejnego pokolenia artystów i twórców. 4 kwietnia tego samego roku zespół ogłosił koncertową po Wielkiej Brytanii i Irlandii jeszcze w tym samym roku z okazji 10. rocznicy wydania albumu Get to Heaven. Miesiąc później zespół ogłosił wydanie 10. rocznicowej reedycji winylowej albumu.

## Styl muzyczny

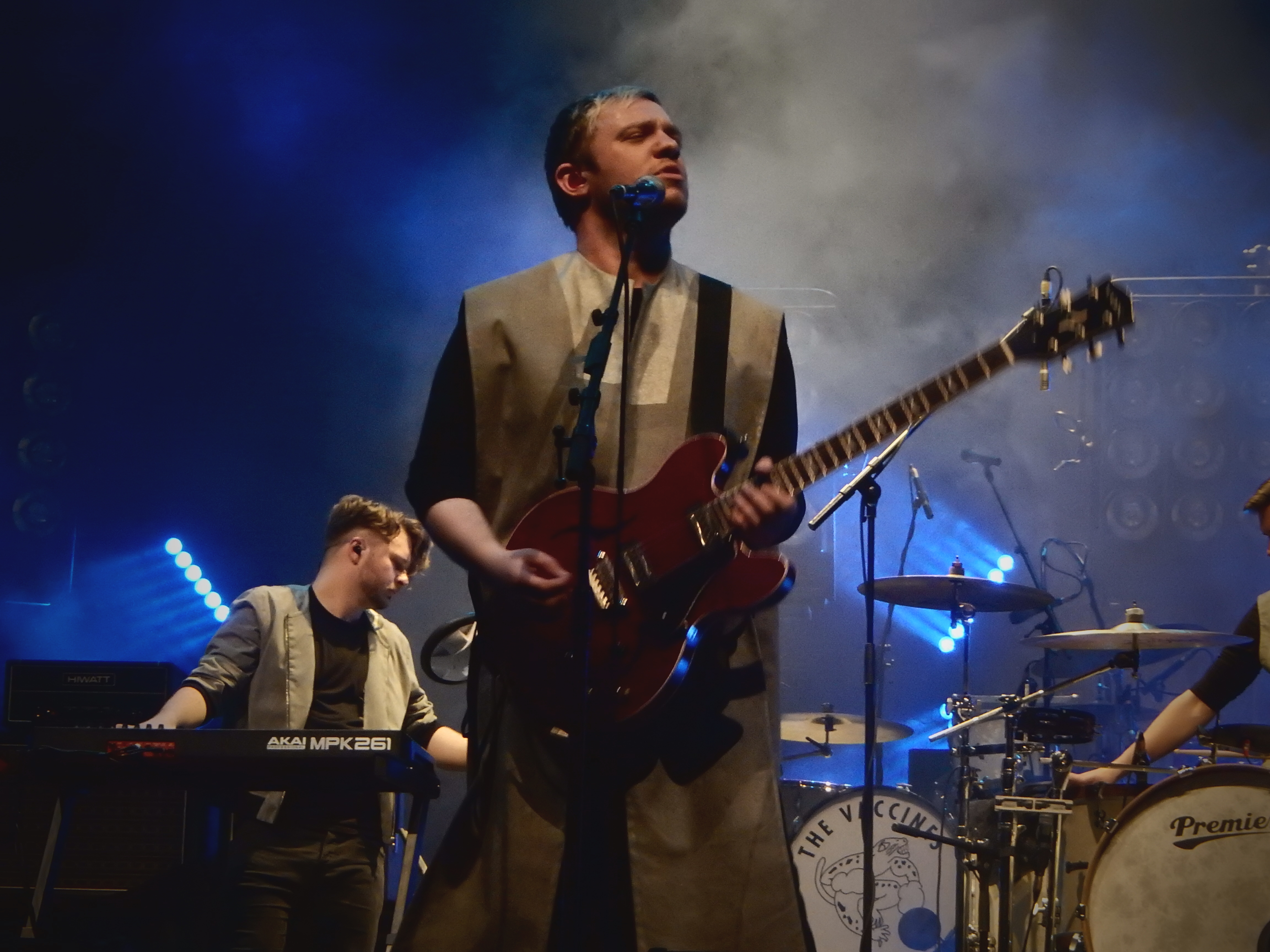
Koncert zespołu Everything Everything w londyńskim Royal Albert Hall (2016)

Zespół Everything Everything odznacza się niezwykle eklektycznym i dynamicznym stylem, złożoną konstrukcją utworów i gęstymi, szczegółowymi tekstami śpiewanymi szybkim falsetem przez wokalistę Jonathana Higgsa. Choć nominalnie jest to alternatywny zespół rockowy o wyraźnie popowym stylu, zespół wykorzystuje podejście produkcyjne i rytmiczne bliższe współczesnemu R&B, glitchpopowi i elektronice (w tym przy użyciu laptopa), a także podejście do pisania piosenek w podobnie jak w rocku progresywnym lub psychodelicznym. Krytyk Paul Lester porównał brzmienie Everything Everything do „zamieszek w fabryce melodii” i porównał ich do „Timbalanda, który nadstawiłby ucha skośnego na Yes”. W The Guardian Mark Beaumont opisał zespół jako „najbardziej zawiłe, usprawnione połączenie jak dotąd zawiłości math rocka, obsesji elektroniki lat 80. i chwytliwych motywów stworzonych z zakłóceń telefonów komórkowych”.
Podczas gdy teksty Higgsa często podejmują tematykę społeczno-polityczną i wpływ późnego kapitalizmu i technologii na współczesne społeczeństwo, stwierdził on, że nie chce być definiowany jako autor tekstów piosenek „politycznych”. Zauważył jednak, że tematyka jego tekstów to mieszanka „zimnej technologii, współczesnej toksyczności, starożytnych mitów i elementu proroctwa”.
Zapytany o ich brzmienie w wywiadzie dla brytyjskiego bloga muzycznego There Goes the Fear w Leeds w październiku 2010 roku Higgs odpowiedział: „Myślimy o tym przede wszystkim jako o rocku. Staramy się, żeby nie brzmiało to jak wiele rzeczy, które słyszałeś wcześniej, nie celowo, ale zwykle wychodzi trochę w ten sposób. Nie jesteśmy zainteresowani kopiowaniem pewnych gatunków ani nic takiego, więc myślę, że można powiedzieć, że jest to nieprzewidywalne i w pewnym sensie zaskakujące”. Higgs zaliczył Nirvanę, Radiohead, The Beatles, Destiny’s Child i Craiga Davida do źródeł inspiracji zespołu.
Basista Jeremy Pritchard powiedział, że intencją zespołu jest „unikanie banałów lub banałów, jakich można by się spodziewać po białych mężczyznach z gitarami z Manchesteru” i podsumowuje ich brzmienie jako „bardzo wystylizowane i wyrwane z korzeniami – jesteśmy pod wpływem wszystkiego, poza 12-taktowym bluesem”. Skomentował również: „Nie przychodzi mi na myśl żaden gatunek, z którego czegoś się nie nauczyliśmy. Wszyscy dzielimy ogromną liczbę podstawowych pasji, takich jak Radiohead, ale wszyscy pochodzimy z różnych obszarów muzyki popularnej: jazzu i funku; nowoczesnego amerykańskiego R’n’B, progresywnego i krautrocka, post-rocka / punku / hardcore’u. I wszyscy kochamy dobry, uczciwy pop. Jesteśmy zespołem rockowym, jeśli chodzi o nas”. Zauważył, że teksty zespołu są „prawie zawsze warstwowe i mają kilka znaczeń, a także bawią się kalamburami, cytatami lub aliteracją w dużej mierze, ale nigdy bez powodu”.
W wywiadzie dla Irish Times perkusista Michael Spearman powiedział: „Brzmi to dość tandetnie, ale rzeczy takie jak Destiny’s Child okazały się równie ważne jak The Beatles i Radiohead. Przypuszczam, że miłość do R&B w pewien sposób się przejawia. Zazwyczaj nie mówimy „chcemy, żeby ta piosenka brzmiała jak to czy tamto”, staramy się być tak organiczni, jak to możliwe. To tak jak z The Beatles – próbowali grać czarną muzykę tamtych czasów i robiąc to, w pewien sposób ją zmienili, stała się czymś innym. Myśleliśmy o… próbie wciągnięcia Timbalanda lub czegoś takiego. Ale zrezygnowaliśmy z tego, ponieważ granica między filtrowaniem tej muzyki a próbą jej naśladowania poprzez sięgnięcie do jej źródła jest cienka… Wszyscy kochamy Michaela Jacksona i takie rzeczy; muzykę taneczną w ogóle lub po prostu tego rodzaju muzykę synkopowaną. To coś, co łączy nas wszystkich”.

## Członkowie zespołu

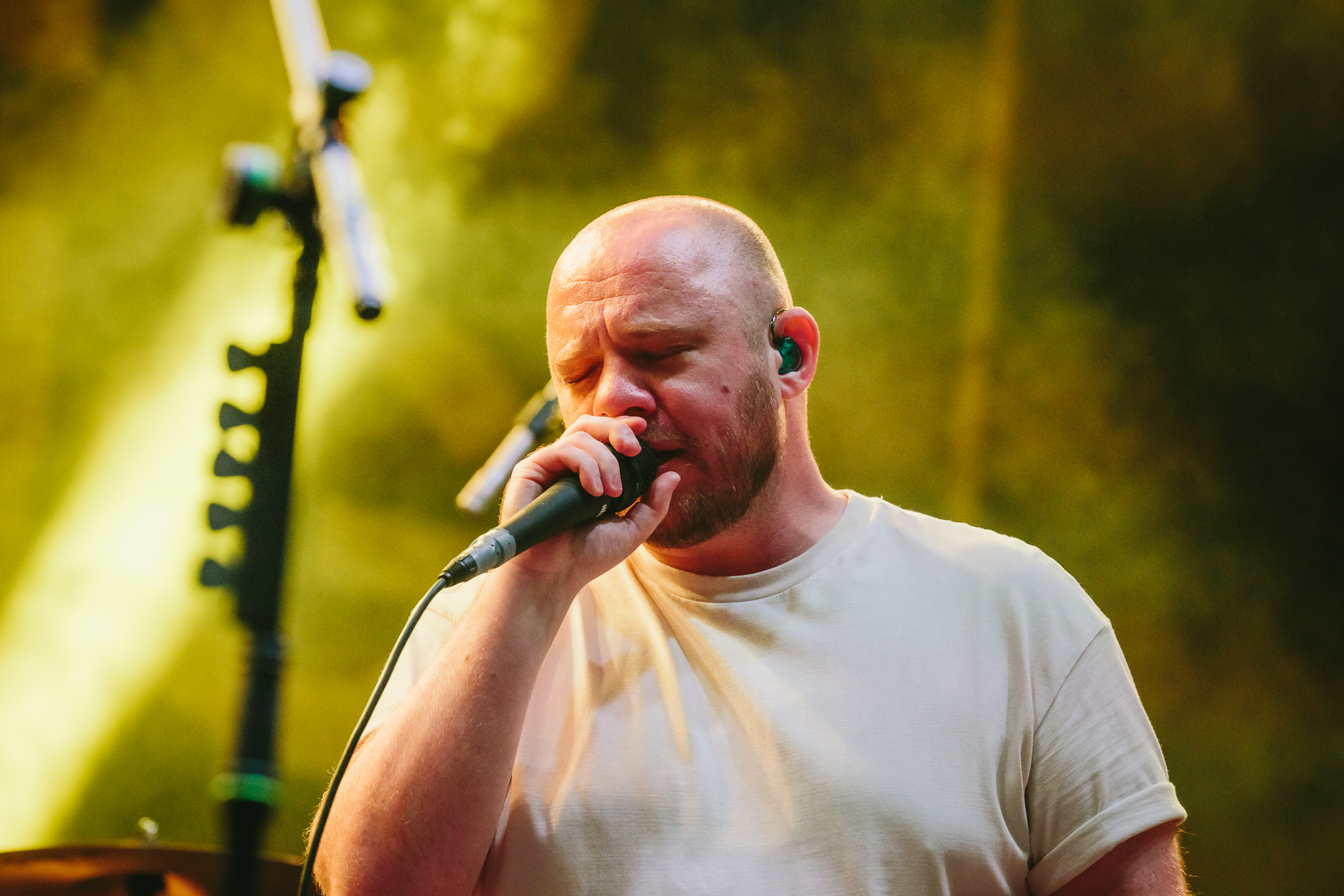
Jonathan Higgs (2022)

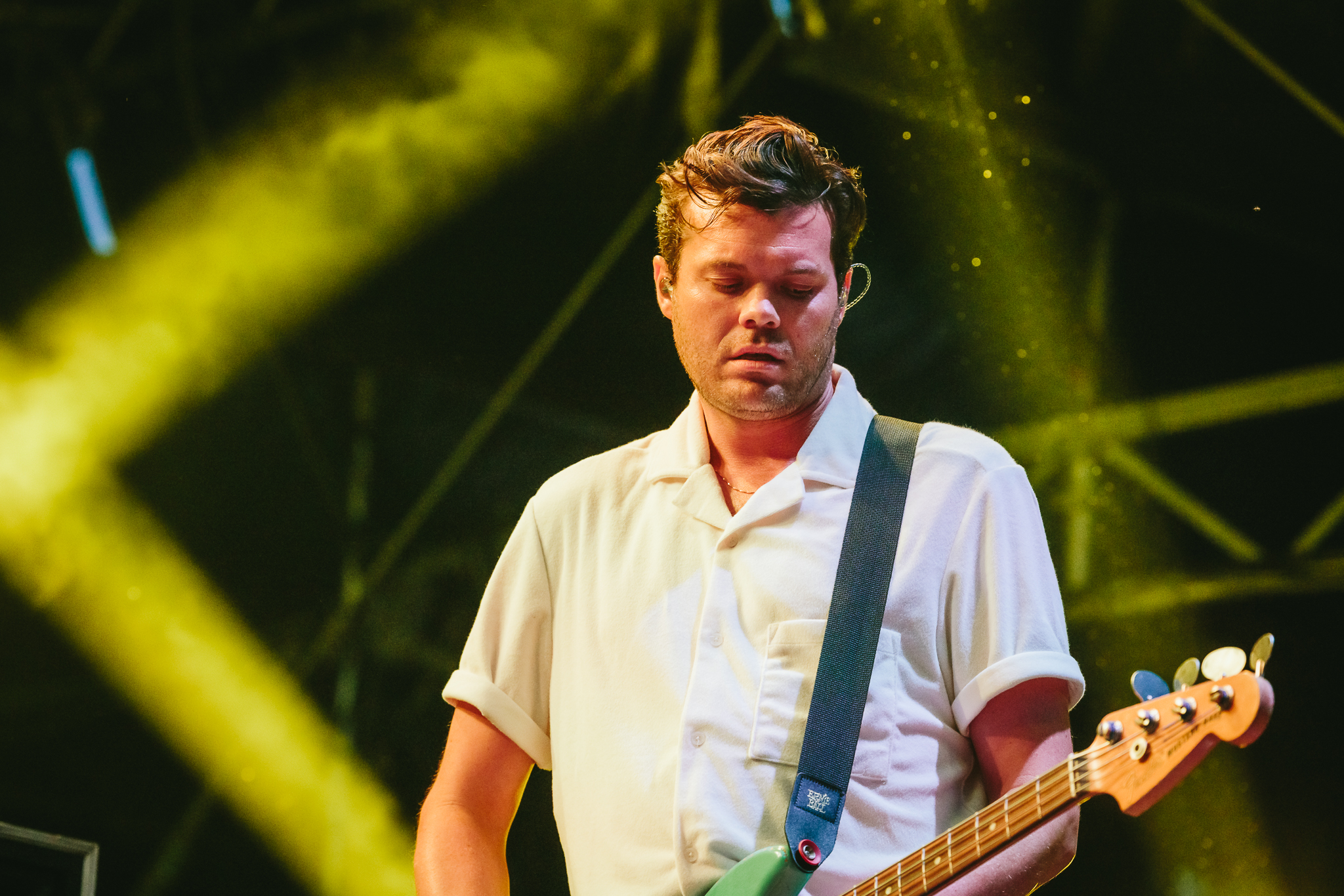
Jeremy Pritchard (2022)

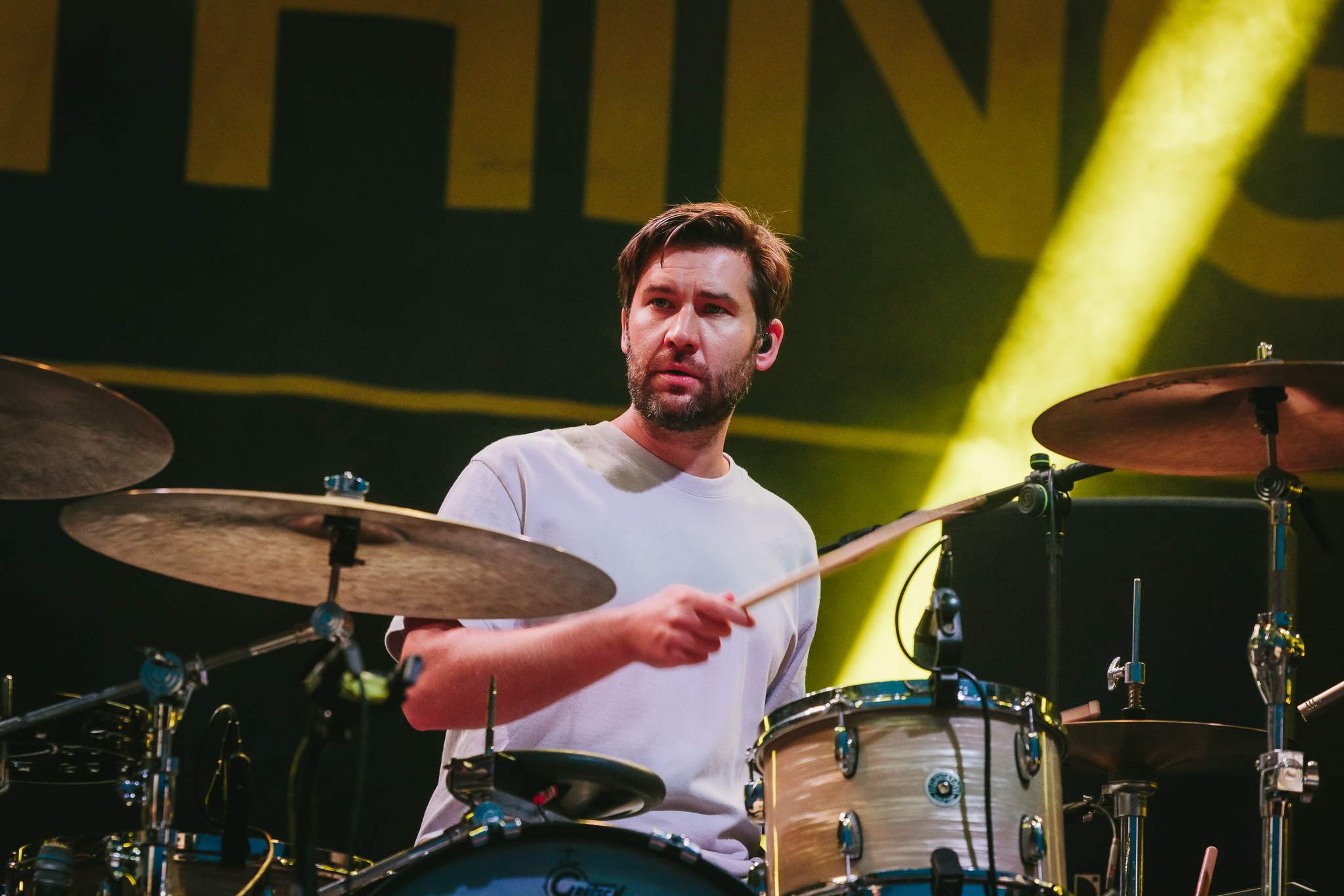
Michael Spearman (2022)

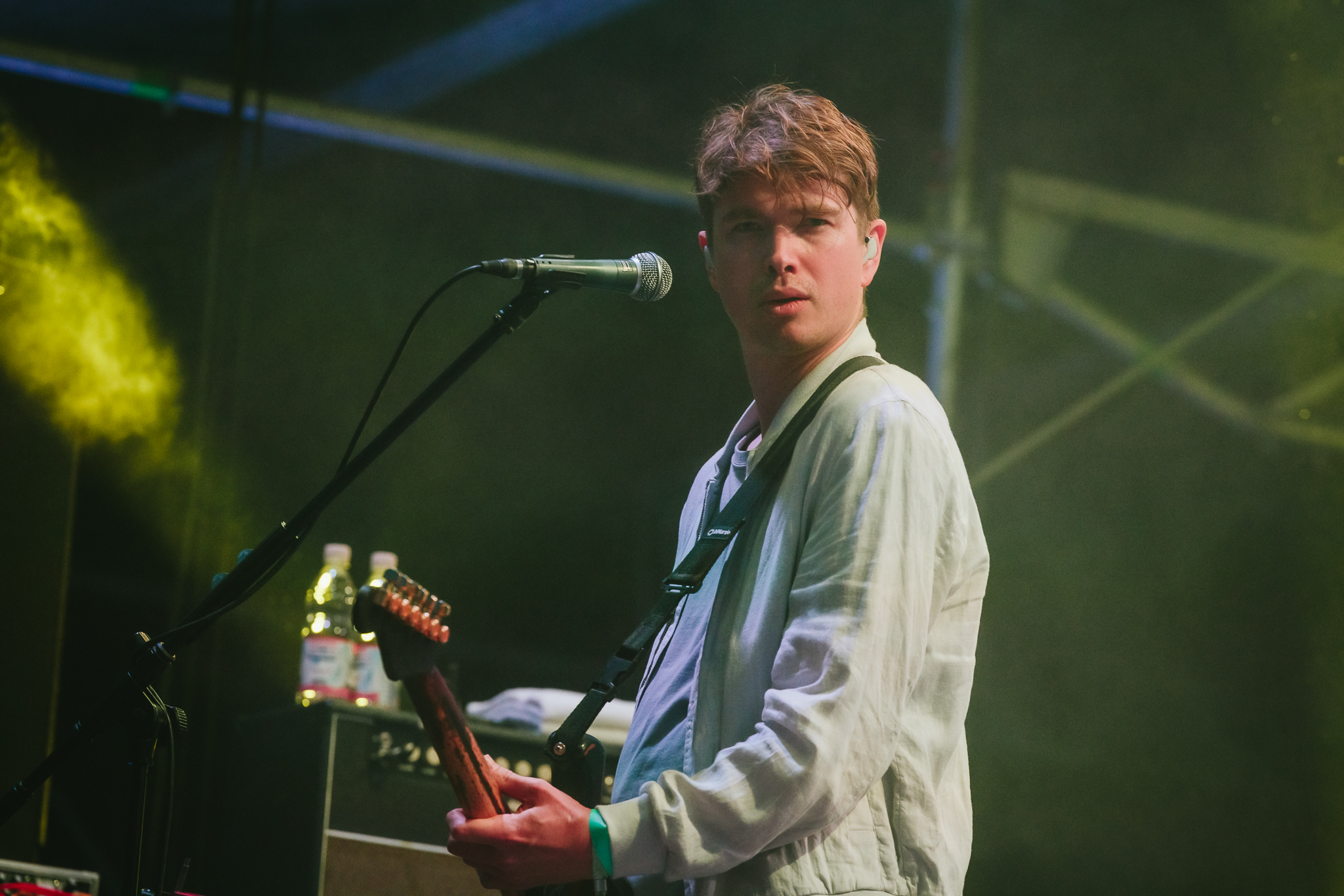
Alex Robertshaw (2022)

### Obecni członkowie
- Jonathan Higgs – wokal prowadzący, instrumenty klawiszowe, gitara rytmiczna (od 2007)[139][133]
- Jeremy Pritchard – gitara basowa, instrumenty klawiszowe, wokal wspierający (od 2007)[140][133]
- Michael Spearman – perkusja, wokal wspierający (od 2007)[141][133]
- Alex Robertshaw – gitara prowadząca, instrumenty klawiszowe, wokal wspierający (od 2009)[142][133]

### Byli członkowie
- Alex Niven(inne języki) – gitara prowadząca, wokal wspierający (2007–2009)[133][3]

## Dyskografia

### Albumy studyjne
| Rok                                                     | Tytuł         | Szczegóły                                                                                               | Najwyższa pozycja na liście | Najwyższa pozycja na liście | Najwyższa pozycja na liście | Najwyższa pozycja na liście | Najwyższa pozycja na liście |
| Rok                                                     | Tytuł         | Szczegóły                                                                                               | UK                          | UK Indie                    | AUS                         | IRL                         | SCO                         |
| ------------------------------------------------------- | ------------- | --- | --------------------------- | --------------------------- | --------------------------- | --------------------------- | --------------------------- |
| 2010                                                    | Man Alive     | - Data: 27 sierpnia 2010 - Wydawca: Geffen - Format: CD, LP, download                                   | 17                          | –                           | –                           | –                           | 40                          |
| 2013                                                    | Arc           | - Data: 14 stycznia 2013 - Wydawca: RCA Victor - Format: CD, LP, download                               | 5                           | –                           | 70                          | 37                          | 10                          |
| 2015                                                    | Get to Heaven | - Data: 22 czerwca 2015 - Wydawca: RCA Victor - Format: CD, LP, download                                | 7                           | –                           | 29                          | 45                          | 17                          |
| 2016                                                    | A Fever Dream | - Data: 18 sierpnia 2017 - Wydawca: RCA Victor - Format: CD, LP, CC, download, streaming                | 5                           | –                           | 68                          | 39                          | 13                          |
| 2020                                                    | Re-Animator   | - Data: 11 września 2020 - Wydawca: Infinity Industries, AWAL - Format: CD, LP, CC, download, streaming | 5                           | 1                           | –                           | 99                          | 4                           |
| 2022                                                    | Raw Data Feel | - Data: 20 maja 2022 - Wydawca: Infinity Industries, AWAL - Format: CD, LP, CC, download, streaming     | 4                           | 1                           | –                           | –                           | 4                           |
| 2024                                                    | Mountainhead  | - Data: 1 marca 2024 - Wydawca: BMG - Format: CD, LP, CC, download, streaming                           | 9                           | 3                           | –                           | –                           | 4                           |
| „–” oznacza, że album nie był notowany na danej liście. |               | |                             |                             |                             |                             |                             |
| [ 87 ] [ 2 ]                                            | [ 87 ] [ 2 ]  | [ 87 ] [ 2 ]                                                                                            | [ 133 ]                     | [ 133 ]                     | –                           | [ 146 ]                     | [ 133 ]                     |

## Nagrody i wyróżnienia
| Rok  | Organizacja                               | Nagroda                           | Dzieło / osoba | Rezultat     | Źr.     |
| ---- | ----------------------------------------- | --------------------------------- | -------------- | ------------ | ------- |
| 2009 | BBC                                       | Sound of 2010                     | –              | Nominacja    | [ 22 ]  |
| 2011 | The Times                                 | Breakthrough Award                | –              | Wygrana      | [ 147 ] |
| 2011 | XFM                                       | New Music Award                   | Man Alive      | Krótka lista | [ 148 ] |
| 2011 | NME                                       | Best New Band                     | –              | Nominacja    | [ 149 ] |
| 2011 | Ivor Novello Awards                       | Best Album                        | Man Alive      | Nominacja    | [ 150 ] |
| 2011 | Ivor Novello Awards                       | Best Song Musically and Lyrically | „My Kz, Ur Bf” | Nominacja    | [ 150 ] |
| 2011 | Saatchi & Saatchi New Director’s Showcase | Best New Video Director           | Jonathan Higgs | Nominacja    | [ 151 ] |
| 2011 | British Phonographic Industry             | Mercury Prize                     | Man Alive      | Nominacja    | [ 35 ]  |
| 2011 | Q Awards                                  | Best New Act                      | –              | Nominacja    | [ 152 ] |
| 2012 | NME                                       | 50 Best Tracks of 2012            | „Cough Cough”  | #30          | [ 153 ] |
| 2014 | Music Producers Guild Awards              | UK Single of the Year             | „Kemosabe”     | Wygrana      | [ 154 ] |
| 2014 | Ivor Novello Awards                       | Best Contemporary Song            | „Kemosabe”     | Nominacja    | [ 59 ]  |
| 2015 | Q Awards                                  | Best Album                        | Get to Heaven  | Nominacja    | [ 155 ] |
| 2018 | Ivor Novello Awards                       | Best Album                        | A Fever Dream  | Nominacja    | [ 156 ] |
| 2018 | Ivor Novello Awards                       | Best Song Musically and Lyrically | „Can’t Do”     | Nominacja    | [ 156 ] |
| 2018 | British Phonographic Industry             | Mercury Prize                     | A Fever Dream  | Nominacja    | [ 82 ]  |
| 2019 | Music Producers Guild Awards              | Album of the Year                 | A Fever Dream  | Wygrana      | [ 83 ]  |